# Rua do Souto (Braga)
A Rua do Souto é um arruamento na antiga freguesia da São João do Souto da cidade do Braga, em Portugal.
É a mais tradicional rua de comércio de Braga. É uma rua exclusivamente pedonal que liga o Largo Barão de São Martinho ao Largo do Paço.

## História
Foi mandada abrir pelo arcebispo D. Diogo de Sousa em 1466, num caminho ladeado de castanheiros que dava acesso ao antigo Castelo de Braga, na cidadela, destruído em 1906. A madeira das árvores abatidas foi usada na construção da abóbada da Sé.
Houve duas outras mudanças de importância: nomeadamente a abertura de uma nova entrada numa área da muralha a norte do Castelo de Braga, algures durante o século XVII mas antes do mapa da Cidade de Braga de 1694 ser feito, dado ser já visível nele. Isto abriu uma nova saída da Rua Souto e permitiu, assim, um maior volume de tráfico sendo que este espaço irá se traduzir, com o tempo, no Largo Barão de São Martinho. A segunda mudança foi a remoção do pelourinho da sua posição em frente à rua, também em 1694, tendo os seus vizinhos pago para que tal mudança ocorresse.
Devido à sua localização, os Alpendres, a Rua do Souto e a Rua Nova de Sousa (atual Rua D. Diogo de Sousa) tornaram-se nas zonas privilegiadas para habitação dos mercadores e, consequentemente, para fixação dos estabelecimentos comerciais na cidade, algo que é confirmado no registo das atividades económicas da cidade. 
As famílias nobres de Braga, responderam a essa mudança deslocando-se das suas moradas na Cividade e estabelecendo-se nos arredores da cidade de Braga .
Entre 1897 e 1942 chamou-se Rua Rodrigues de Carvalho, regressando depois ao nome primitivo.
Na rua passou, entre 1914 e 1963, a linha 1 do Eléctrico de Braga.
Em 1926/26 foi calcetada a paralelos. Na década de 90 foi pavimentada com lajes de granito, que duram até à actualidade.